# Giuseppe Valditara
Giuseppe Valditara (ur. 12 stycznia 1961 w Mediolanie) – włoski polityk, prawnik i nauczyciel akademicki, senator, od 2022 minister.

## Życiorys
W 1984 ukończył studia prawnicze na Uniwersytecie Mediolańskim. Doktoryzował się w zakresie prawa w 1989. Uzyskał również uprawnienia adwokata. Jako nauczyciel akademicki związany głównie z Uniwersytetem Turyńskim, na którym doszedł do stanowiska profesora. Wykładał też na Università Europea di Roma, wchodził w skład zarządu tej uczelni. Autor licznych publikacji naukowych z zakresu prawa rzymskiego prywatnego i publicznego, jak też włoskiego prawa konstytucyjnego oraz historii prawa prywatnego. W 1992 za jedną z publikacji otrzymał nagrodę przyznawaną przez prezydium Sądu Konstytucyjnego.
Działał w Sojuszu Narodowym i następnie w ugrupowaniu Lud Wolności. W latach 2000–2001 pełnił funkcję asesora do spraw edukacji w administracji prowincji Mediolan. W latach 2001–2013 przez trzy kadencje zasiadał w Senacie. W trakcie ostatniej z nich opuścił PdL, dołączając do formacji Przyszłość i Wolność dla Włoch. W latach 2018–2019 kierował departamentem szkolnictwa wyższego i badań naukowych w ministerstwie edukacji, szkolnictwa wyższego i badań naukowych.
Został później doradcą lidera Ligi Mattea Salviniego. W październiku 2022 objął stanowisko ministra edukacji w nowo utworzonym rządzie Giorgii Meloni (od listopada 2022 jako minister edukacji i zasług).